# Żyłka radialna

Schemat użyłkowania z oznaczeniami w zmodyfikowanym systemie Comstocka-Needhama.

Żyłka radialna, żyłka promieniowa, żyłka szprychowa (łac. radius, vena radialis, oznaczenie: R) – jedna z żyłek podłużnych w skrzydle owadów.
Żyłka radialna jest zwykle trzecią z żyłek podłużnych. Leży za żyłką subkostalną, ale przed żyłką medialną. Zwykle jest to najsilniejsza żyłka i zwykle jest porozgałęziana. Jej odcinek właściwy (nasadowy) jest wypukły. Dalej rozdziela się on na dwie żyłki. Przednia z nich jest wypukła, zwana pierwszą żyłką radialną (łac. vena radialis prima, radius primus, radius anteriorus), oznaczana jako R1 lub RA  i zwykle nierozgałęziona. Tylna z nich jest wklęsła, określana jako sektor radialny (łac. sector radii, radius posteriorus), oznaczana jako Rs lub RP i ma do czterech odgałęzień nazywanych kolejno: drugą żyłkę radialną (R2 lub RP1, łac. radius secundus, vena radialis secunda), trzecią żyłkę radialną (R3 lub RP2, łac. radius tertius, vena radialis tertia), czwartą żyłkę radialną (R4 lub RP3, łac. radius quatrus, vena radialis quatra) i piątą żyłkę radialną (R5 lub RP4, łac. radius quintus, vena radialis quinta). Typowo podział sektora radialnego na gałęzie zachodzi dychotomicznie, co oznacza że żyłki radialne druga i trzecia oraz czwarta i piąta mają wspólne odcinki oznaczane odpowiednio R2+3 (RP1+2) i R4+5 (RP3+4). Poszczególne rozwidlenia żyłki radialnej noszą nazwę widełek radialnych (łac. furca radialis), a odgraniczone nimi odcinki (sekcje) nazwa się abcissae radii w przednim skrzydle i abcissulae radii w drugim skrzydle. Pierwsza abcissa i abcissula odpowiadają zwykle sektorowi radialnemu. Sektor radialny jest żyłką wklęsłą, jednak już jego odgałęzienia mogą być naprzemiennie wklęsłe i wypukłe. Poszczególne odgałęzienia żyłki radialnej mogą się ze sobą zlewać w różnych kombinacjach i na różnych odcinkach, np. u muchówek z rodzaju Eristalis żyłki radialne druga i trzecia są ze sobą zlane w R2+3, która zlewa się jeszcze z końcowym odcinkiem pierwszej żyłki radialnej tworząc R1+2+3. Cała lub część żyłki radialnej lub jej odgałęzień mogą się również zlewać z żyłką subkostalną (Sc+R, np. u piewików) lub żyłką medialną, bądź jej odgałęzieniami, dając żyłkę R+M, łac. radiusmedia).
U owadów nowoskrzydłych nasada żyłki radialnej zwykle łączy się ruchomo z przednim krańcem drugiego sklerytu aksillarnego, natomiast u ważek z płytką aksillarną.
Pole między żyłką subkostalną a żyłką radialną nazywa się polem subkostalnym (łac. area subcostalis), a komórki znajdujące się w tym polu komórkami subkostalnymi. Z kolei pole między żyłką radialną a żyłką medialną nazywa się polem radialnym (łac. area radialis), a komórki znajdujące się w tym polu komórkami radialnymi. Pole obejmujące zarówno komórki radialne jak i medialne nazywa się polem medioradialnym (łac. area medioradialis). Pola te wchodzą w skład remigium.
Żyłki poprzeczne łączące poszczególne ogałęzienia sektora radialnego określa się jako żyłki sektorialne (rs, łac. venae transversales sectoriales). Z kolei żyłki poprzeczne żyłkę radialną z medialną określa się jako żyłki poprzeczne radialne (r-r, łac. venae transversales radiales). Zwykle pierwsza z nich łac. vena transversalis radialis prima wychodzi z początku pterostygmy, a druga z nich (łac. vena transversalis radialis prima) dzieli komórkę radialną. Ponadto wyróżnia się żyłkę poprzeczną radialno-medialną (r-m, łac. vena transversalis radiusmedialis), która łączy najbardziej tylne odgałęzienie sektora radialnego z najbardziej przednią gałęzią żyłki medialnej.

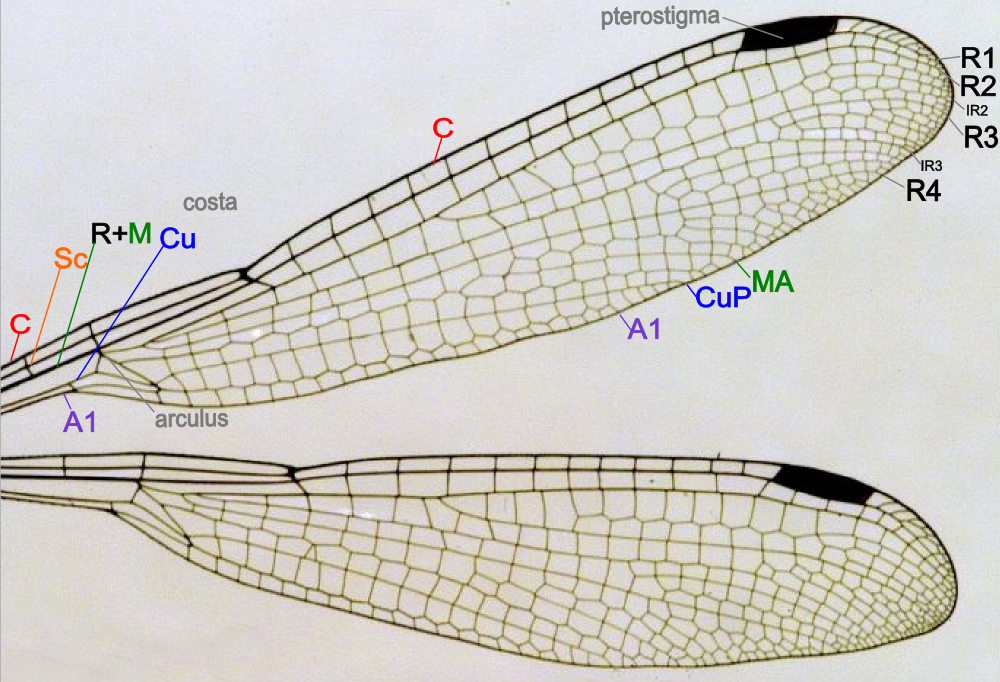
Użyłkowanie u ważki równoskrzydłej (żyłki radialna i medialna zlane na odcinkach nasadwych; R+M)
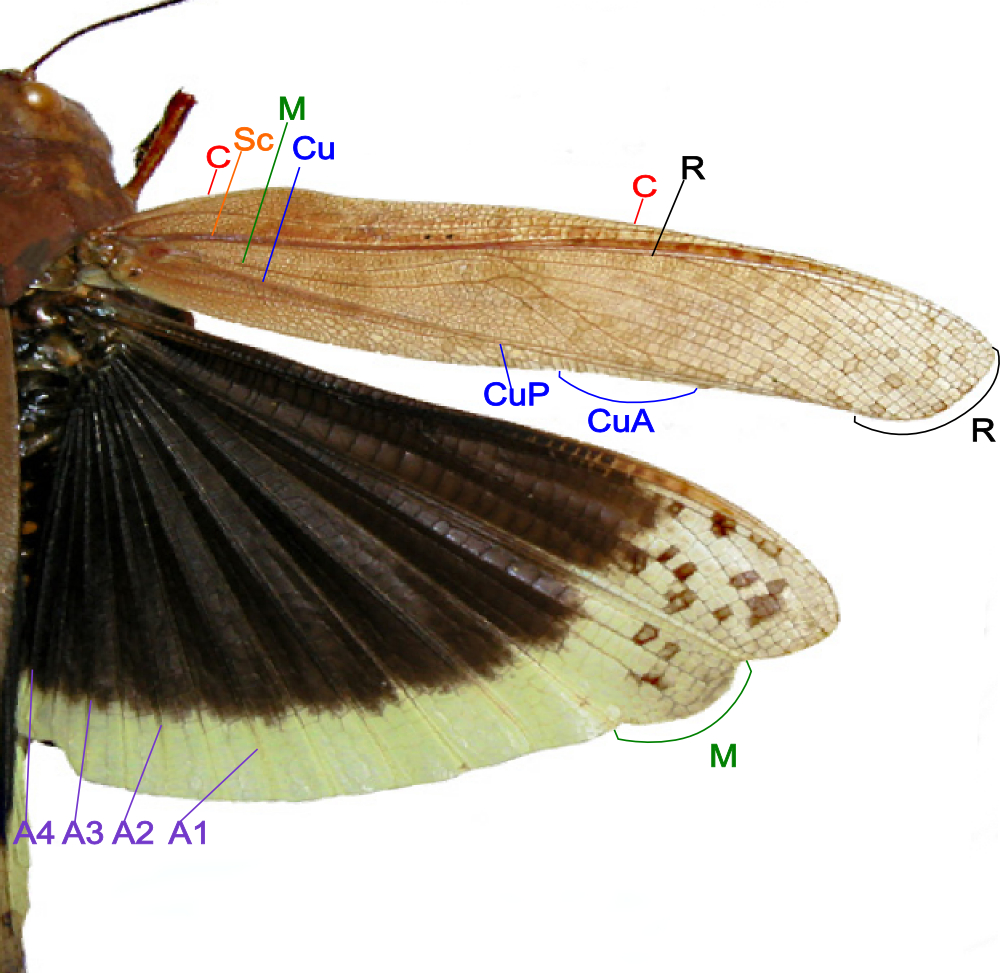
Użyłkowanie u prostoskrzydłego
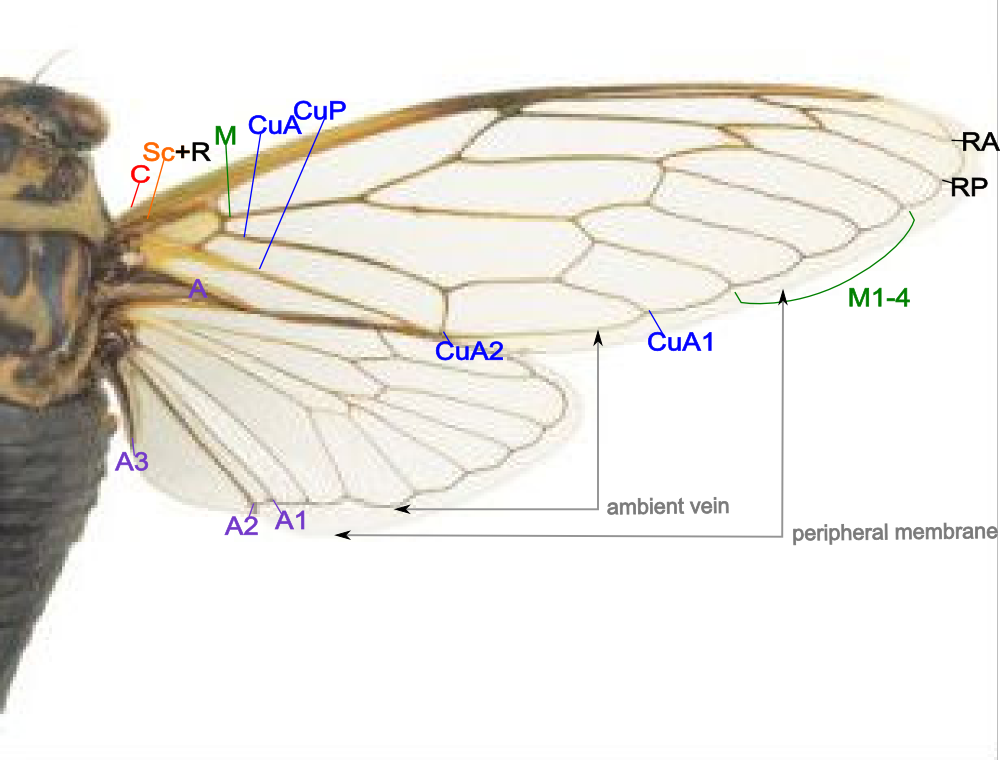
Użyłkowanie u pluskwiaka z podrzędu cykadokształtnych (żyłka subkostalna zlana z radialną; Sc+R)
Użyłkowanie u pluskwiaka z rodziny miodówkowatych
Użyłkowanie u błonkówki z rodziny gąsienicznikowatych (żyłka subkostalna zlana z częścią żyłki radialnej; Sc+R)
Silnie zredukowane użyłkowanie u błonkówki z nadrodziny bleskotek (żyłka radialna wykształcona w formie żyłki stigmalnej Stv)
Użyłkowanie u muchówki z rodzaju Rachicerus